# 大道寺繁殖
大道寺 繁殖（だいどうじ しげのり）は、江戸時代中期の弘前藩士。

## 生涯
安永元年（1772年）、家督750石を継いだ。寛政3年（1791年）には100石の加増を受け、家老となった。藩医・手塚玄通と政治を相談し、文学と経済を好んでいた。弘前藩の財政再建に尽力し、再建に成功した。このことは「寛政の善政」と褒め称えられた。